# گونتر وشترزهویزر
گونتر وشترزهویزر (آلمانی: Günter Wächtershäuser؛ زادهٔ ۱۹۳۸) یک شیمی‌دان اهل آلمان است.